# Diptih
Diptih su slike ili reljefi, sastavljeni iz dva dijela, koji se često koriste za ukras oltara.
Izraz diptih se može koristiti i za dvije slike koje nisu fizički povezane ali pripadaju jedna drugoj prema naslikanim motivima i zamišljene su kao jedna cjelina. Etimološki diptih dolazi iz grčkog di'ptychon, što znači "dupla slika".
Tijekom antičkog perioda, diptih je korišten kao sklopive ploče od drveta, metala ili slonova kost, prekivenih slojem voska i povezanih prstenovima.
Kasnije izvedbe su ličile na moderne knjige.
| Primjer sakralnog diptiha Wilton-diptih (oko 1395., Nacionalna galerija u Londonu) - Lijeva strana: Rikard II. s tri mudraca - Desna strana: Djevica Marija s Isusom i anđelima |  | Primjer svjetovnog diptiha Hans Holbein ml. ( 1516., Muzej u Bazelu) - Lijeva strana: Gradonačelnik Jakob Meyer zum Hasen - Desna strana: Supruga Dorothea Kannengießer |

## Vanjske poveznice
- LZMK / Hrvatska enciklopedija: diptih
- LZMK / Proleksis enciklopedija: diptih